# Шевалье, Мишель
Мише́ль Шевалье́ (фр. Michel Chevalier; 13 января 1806 года, Лимож — 28 ноября 1879 года, Лодев) — французский государственный деятель и экономист.

## Биография
Поступив в возрасте 17 лет в политехническую школу (университет), перешёл затем в горную школу, которую окончил в 1829 году.
В 1830 году после июльской революции становится приверженцем сенсимонистской идеологии и издателем журнала «Le Globe», который был запрещён в 1832 году, поскольку было признано, что «сенсимонистская секта» выступает против общественного порядка. Шевалье, как редактор, был приговорён к шести месяцам тюрьмы. После его освобождения министр внутренних дел Адольф Тьер направил его в Соединённые Штаты и Мексику для наблюдения за экономическим положением Америки.
В 1837 году публикует «Материальные интересы Франции», которая становится началом его карьеры. В этом же году ему присваивается звание кавалера Ордена Почётного легиона (с 1 января 1861 великий офицер Ордена Почётного легиона).
В 1838 году становится государственным советником.
В 1841 году получает кафедру политической экономики в Collège de France.
В 1844 году обручается с Эммой Фурнье, на которой женится на следующий год.
В 1845 году избран депутатом департамента Аверон в палату депутатов.
В 1851 году становится членом Академии моральных и политических наук.
В 1861 году избран членом-корреспондентом Петербургской Академии наук.
Был председателем экономической Комиссии на Всемирной выставке 1855 года, главой французской делегации на Всемирной выставке 1862 года и президентом Международного жюри на Всемирной выставке 1867 года.
После государственного переворота примыкает к Наполеону III и становится сенатором в 1869 году.
Наряду с Ричардом Кобденом являлся инициатором подписания договора 1860 года о торговле между Францией и Великобританией, которым отменялось большинство пошлин на французский импорт в Великобританию, резко сокращались пошлины на британский импорт во Францию и вводился режим наибольшего благоприятствования в торговле между двумя странами.
После падения империи в 1870 году ушёл из общественной жизни, основал общество исследований для реализации строительства туннеля через Ла-Манш. Концессия на строительство была получена в 1880 году, через несколько месяцев после его смерти, но работа была быстро остановлена.
Умер в имении Монплезир, близ города Лодев в 1879 году.